# Red Feather Lakes (Colorado)

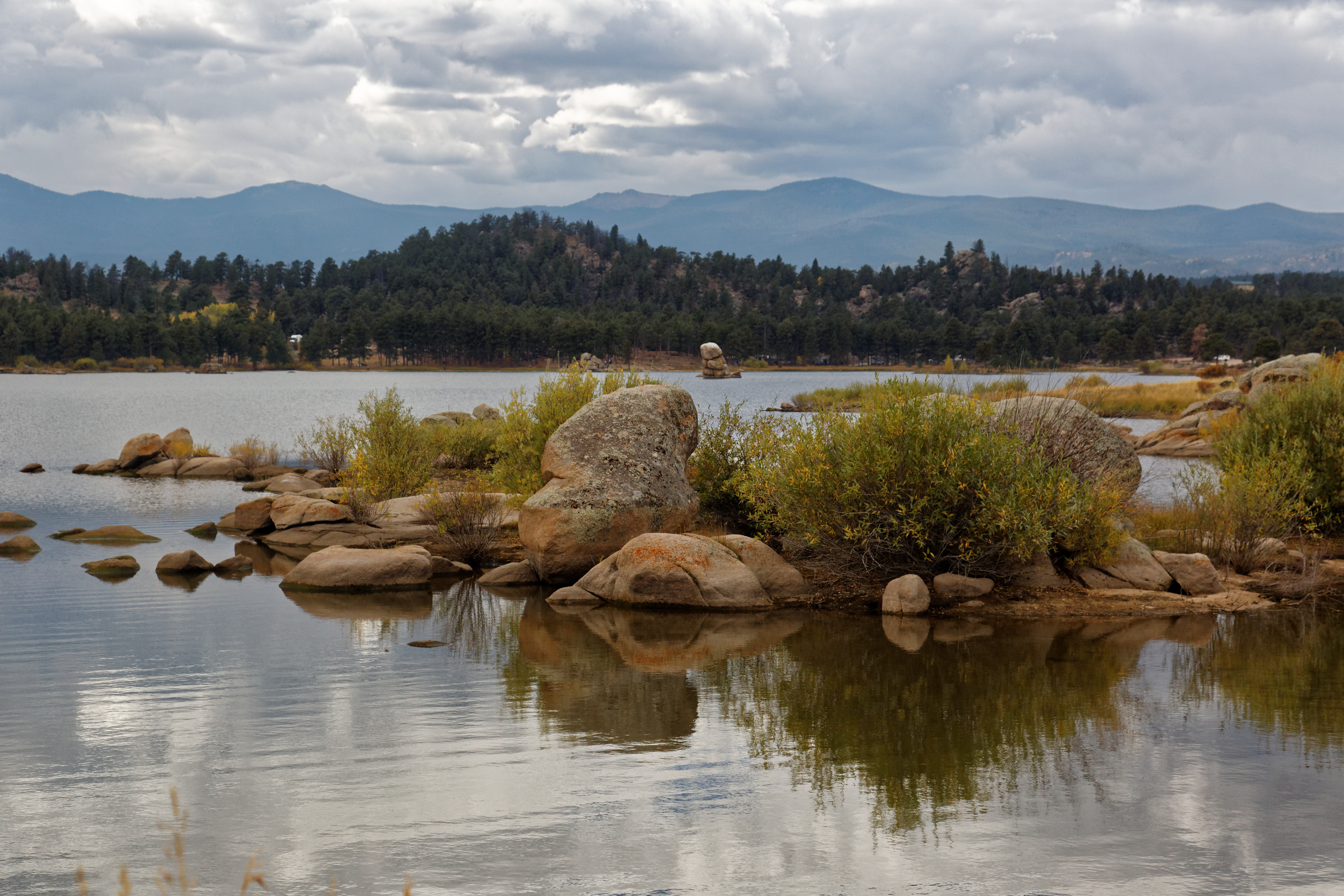
Mount Margaret Trailhead

Red Feather Lakes es un lugar designado por el censo (en inglés, census-designated place, CDP) situado en el condado de Larimer, Colorado, Estados Unidos. Según el censo de 2020, tiene una población de 426 habitantes.

## Geografía
La localidad está ubicada en las coordenadas 40°48′34″N 105°34′44″O / 40.80944, -105.57889 (40.809474, -105.578991).
Según la Oficina del Censo, tiene una superficie total de 24.99 km², de los cuales 23.61 km² corresponden a tierra firme y 1.38 km² están cubiertos de agua.

## Turismo
Durante los meses de verano, especialmente los fines de semana, la población aumenta dramáticamente como consecuencia de la llegada de quienes tienen su residencia de vacaciones en la localidad. Una estimación de 2002 concluyó que en verano la población se incrementa por tres. Según el censo de 2020, solo el 26.5% de las viviendas están ocupadas en forma permanente.